# Winner (grupo musical)
Winner (hangul: 위너; estilizado como WINNER) é um grupo masculino sul-coreano formado pela YG Entertainment em 2014. É composto por quatro membros: Jinu, Hoony, Mino e Yoon. Originalmente estrearam como cinco, Nam Taehyun deixou o grupo em novembro de 2016.
O grupo foi primeiramente apresentado no reality show chamado Who is Next: WIN, como "Team A". O Team A e seus adversários, Team B (altuamente iKON), eram ambos trainees da YG Entertainment. Os times competiam entre sí para debutarem como o primeiro grupo masculino da YG em oito anos, depois do BIGBANG. Com a conclusão do programa, o título de "WINNER" foi dado ao Team A, após ganharem três votações públicas.
Após alguns atrasos, o grupo fez seu debut coreano em 15 de Agosto de 2014 durante o YG Family Concert, e em seguida uma performance oficial no programa Inkigayo em 17 de Agosto, dando início a suas promoções. Em 10 de Setembro, o grupo debutou no Japão.

## História

### Pré-estreia
Antes do debut do grupo, o líder Kang SeungYoon foi um participante do reality show Superstar K2. Ele decidiu assinar um contrato com a YG Entertainment em 2011. No mesmo ano, fez seu debut como ator na comédia High Kick: Revenge of the Short Legged. Em 2013, fez um debut solo, lançando várias faixas. A música "It Rains" alcançou o primeiro lugar em várias classificações.
Lee Seunghoon, o main dancer do grupo, era também um participante de um reality show, K-Pop Star Season 1, onde alcançou o quarto lugar. Em 16 de Maio, a YG Entertainment anunciou que havia assinado um contrato exclusivo com Seunghoon. Assim como Seungyoon, Seunghoon tornou-se um trainee da companhia.
Song Minho começou sua carreira underground sob o nome de "Mino" ou "Hugeboy Mino", com outros rappers underground que tornaram-se idols, como Zico e Kyung do Block B e Taewoon do SPEED. Minho era inicialmente um trainee do grupo Block B, mas deixou o grupo antes mesmo do debut, por motivos pessoais. Em 2011, ele fez seu debut como rapper junto ao grupo BoM, da empresa Y2Y Contents; o grupo se separou dois anos depois, devido a falta de popularidade com o público. Em 2013, foi recrutado pela YG Entertainment por meio de audições privadas, depois de ser reconhecido por sua atuação em Março de 2012 no drama The Strongest K-POP Survival, do Channel A.
Kim Jinwoo participou de "Joy Dance - Plug In Music Academy". Seungri trouxe Jinwoo para a YG Entertainment depois de observar seu potencial, e logo ele foi aceito como trainee em 2010. Jinwoo e Nam Taehyun - que foi recrutado em 2011 por meio de audições privadas - performaram como dançarinos no YG Family Concert de 2011.

### 2013–2014: Estreia do grupo
Como resultado da conquista final do "Team A" no reality show "WIN: WHO IS NEXT" em 25 de Outubro, os membros como prometido, deveriam debutar como 'Winner' por meio da YG Entertainment. Com a conclusão do programa, foi anunciado que Winner, junto com Team B, iria imediatamente lançar duas composições em 28 de outubro e então o Winner iria em turnê com o BIGBANG. Winner abriu a turnê japonesa do BIGBANG a Dome Tour, que começou em 15 de Novembro. Em 9 de Novembro de 2013, Taeyang do BIGBANG lançou o vídeo oficial da canção "Ringa Linga" tendo os membros do Winner como dançarinos.
O "Caminho Para o Debut" tanto na Coreia como Japão, foi transmitido em forma de um reality show intitulado WINNER TV, que começou indo ao ar em 13 de Dezembro de 2013 na Mnet, com dez episódios. Durante a entrevista com Star News em 7 de Janeiro de 2014, o CEO Yang Hyun Suk relevou para a imprensa que Winner iria fazer seu debut oficial ao final do WINNER TV. As promoções de seu álbum de debut foram programadas para começar no final de fevereiro, mas foram atrasadas. Kang SeungYoon e Mino participaram em uma música para um projeto de março de Yoon Jong Shin.
Em 10 de Junho de 2014, Winner lançou um teaser chamado "The Visitor", oficialmente seguido por um plano de campanha de lançamento de 16 junho a 6 julho, intitulado "Test Week" e "New York Week", respectivamente, que contou com a liberação de imagens de teaser individuais e em grupo. A semana final da campanha foi chamada "Winner Week" e lançou os membros individualmente e teaser videos do grupo. Com o lançamento do último teaser de grupo foi dada uma data para o grande lançamento do "WINNER Debut Album 2014 S/S" em 1 de Agosto. Depois de dois meses após os teasers promocionais, finalmente foi confirmada a data de debut do grupo na Coreia, com um showcase em 6 de Agosto e um álbum de debut chamado "2014 S/S" que foi digitalmente lançado em 12 de Agosto, e fisicamente em 14 de Agosto. Além disso, o fã clube do grupo foi oficialmente nomeado "Inner Circle" juntamente com a revelação de um fã site Coreano e um Global. O Debut oficial do Winner foi transmitido pelo Inkigayo em 17 de Agosto de 2014.
Seguindo o lançamento do álbum, dois clipes musicais foram postados na conta oficial do Youtube, denominados "Color Ring" e "Empty", com o último ultrapassando um milhão de visualizações em menos de 24 horas. Reforçando seu status de "rookie monstros", o álbum alcançou primeiro lugar em vários charts logo após o lançamento. O grupo também ficou em primeiro lugar de vendas no iTunes em Hong Kong, Malásia, Indonésia, Singapura e Taiwan, e entraram em primeiro lugar no ranking da Billboard de World Albums Chart. No dia do debut de Winner, o preço das ações da YG Entertainment aumentou 6.57%, um sinal da crença dos investidores na força do debut. Alcançaram seu primeiro prêmio no M! Countdown durante sua estreia. Isso os faz os mais rápidos rookies masculinos a alcançar o primeiro lugar em um programa. Em 30 de Agosto, um vídeo para a faixa solo de Mino, "I'm Him" foi lançado, contando com rápidas aparições dos outros membros.
Em 10 de Setembro, o grupo começou suas promoções japonesas para seu álbum "2014 S/S: Japan Collection" e embarcaram em seu primeiro concerto solo no Japão em 11 de Setembro. O grupo teve sucesso em sua tour em Tokyo em 11 de Outubro, atraindo 25.000 fãs no total.

### 2015: Atividades solo
Em 15 de fevereiro, a YG Entertainment expressou o seu plano para realizar o comeback do WINNER no primeiro semestre de 2015 com um novo álbum. Esta data foi adiada indefinidamente.
Em 23 de março, Nam Taehyun foi escalado para o web drama da MBC "Midnight's Girl". Além disso, ele foi lançado no drama da SBS "Late Night Restaurant" em 4 de junho, e escalado no drama "Under the Moonlight Black" em 24 de julho.
Em 9 de abril, foi relatado que o líder Kang Seungyoon estava no elenco do web drama da CJ E&M "We Broke Up"  ao lado de Sandara Park do 2NE1.
Song Minho juntou-se a quarta temporada do programa da Mnet Show Me the Money depois de uma audição em 10 de maio. Ele se tornou o vice-campeão na final, competindo na equipe dos produtores Zico e PaloAlto. Suas canções apresentadas no programa, incluindo  거북선 (Turtle Ship), 다 비켜봐 (moneyflow) e 겁 (Fear) chegaram ao topo dos charts coreanos.
Em 3 de agosto, Kim Jinwoo foi confirmado para o elenco do drama chinês-coreano "The Magical Cell Phone".

### 2016: Hiatus e saída de Taehyun
Em dezembro de 2015, a YG Entertainment anunciou que o grupo iria lançar novos materiais em 2016. O primeiro lançamento do grupo em 2016 foi um dueto de "aquecimento" com Mino e Taehyun, intitulado "Pricked (사랑 가시)". Embora o single não tenha sido promovido, ele apareceu na segunda posição do MelOn, um serviço de música online sul-coreano, e em primeiro lugar no iTunes em nove países, incluindo Cingapura, Tailândia e Brunei. Durante o preparo do retorno oficial do grupo, vários covers de suas faixas-título feitos por artistas como Lee Hi, Zion.T, Taeyang e G-Dragon, foram lançados como teasers promocionais no canal do grupo no Youtube. O mini-álbum EXIT: E foi lançado no dia 01 de fevereiro, e serviu como retorno do grupo após uma pausa de 18 meses desde seu debut. O grupo promoveu as faixas-título "Baby Baby" e "Sentimental" do EP, o primeiro da série "Exit Movement".

"WINNER, que anunciou ter promoções ativas este ano, infelizmente teve que parar todas as promoções devido a problemas de saúde mental de Nam Taehyun. No entanto, é uma questão mental que ele luta desde a jovem, e sua recuperação e retorno são imprevisíveis. Portanto, julgamos que é impossível para ele realizar promoções com o WINNER. [...] Acreditamos que a pressão sobre Nam Taehyun em causar problemas ao grupo já não pode interromper o desenvolvimento de WINNER que é um grupo de apenas 2 anos. [...] A YG planeja iniciar oficialmente a preparação para as promoções do WINNER sem qualquer nova adição ao grupo. Por favor, dê grande apoio e encorajamento para Nam Taehyun e WINNER que está enfrentando um novo começo como um quarteto."

YG Entertainment em comunicado oficial sobre a saída de Nam Taehyun, em 25 de novembro de 2016.
No dia 12 de Outubro de 2016 a empresa responsável pelo Winner, YG Entertainment, publicou um comunicado oficial sobre a situação do grupo, que devido a questões de saúde de Nam Taehyun, o comeback do WINNER foi adiado e Nam Taehyun entraria em hiatus por causa de sua saúde psicológica, já o mesmo sofre de problemas com sua saúde mental desde que era trainee, mas sua condição se agravou. A YG teria se reunido com Taehyun e sua mãe meses antes do comunicado ser publicado, e foi decidido que ele não estava bem o suficiente para trabalhar, assim, todas as atividades do Winner ficaram em espera para que Nam Taehyun pudesse se recuperar bem, já que a saúde dos membros é de maior importância. No comunicado, foi dito "Atualmente, Nam Taehyun vai ficar com sua mãe para uma recuperação rápida e estável. No momento, é difícil dizer quando Winner será capaz de voltar, mas a YG fará tudo em seu poder para ajudar Winner a superar esta crise."
No dia 25 de novembro foi anunciada pela YG, a saída de Taehyun do grupo WINNER e o término de seu contrato com a YG que foi oficializado a partir do dia 18 de novembro.

## Integrantes
- Jinu (hangul: 진우), nascido Kim Jin-woo (hangul: 김진우) em 26 de setembro de 1991 (33 anos) em Imja-do, Jeolla do Sul, Coreia do Sul.
- Hoony (hangul: 승훈), nascido Lee Seung-hoon (hangul: 이승훈) em 11 de janeiro de 1992 (33 anos) em Busan, Coreia do Sul.
- Mino (hangul: 미노), nascido Song Min-ho (hangul: 송민호) em 30 de março de 1993 (31 anos) em Yongin, Gyeonggi, Coreia do Sul.
- Yoon (hangul: 승윤), nascido Kang Seung-yoon (hangul: 강승윤) em 21 de janeiro de 1994 (31 anos) em Busan, Coreia do Sul. Líder e Maknae do grupo.

### Ex-integrante
- Taehyun (hangul: 태현), nascido Nam Tae-hyun (hangul: 남태현) em 10 de maio de 1994 (30 anos) em Hanam, Coreia do Sul.

## Discografia
Álbuns de estúdio
- 2014: 2014 S/S
- 2018: Everyd4y
- 2020: Remember
- 2022: Holiday

Extended plays
- 2016: EXIT : E
- 2019: WE
- 2019: CROSS

Single Albuns
- 2017: Fate Number For
- 2017: Our Twenty For
- 2018: Millions